# 제5포병단 (미국)
제5포병단(5th Artillery Group)은 제2차 세계 대전부터 한국 전쟁과 냉전 동안 존재했었던 미국 육군 야전포병대의 집단이었다.

## 역사

### 제2차 세계 대전
전술사령부 부대에 별동대대를 배속시켜 운영할 때의 효율을 알아보려는 전쟁부의 실험에 의해 제5기갑사단의 사단 포병대 본부가 캘리포니아주의 캠프 영에서 1942년 9월 5일에 제5기갑포병단으로 재편성되었다.
12월 14일, 캘리포니아주 인디오, 뉴저지주 캠프 킬머로 옮겨가 12월 19일부터 1월 12일에 뉴욕 승선항만에서 USS 에릭슨 (DD-440)을 타고 북아프리카 전선로 투입되기 위해 카사블랑카로 항해하였다. 북아프리카 대륙에 발을 디딘 뒤, 튀니지 전역에 참전하였다. 북아프리카 전역이 끝난 후에 이탈리아를 침공하기 위해 제2군단 배속부대로서 허스키 작전에 투입되었다.
제5포병단은 허스키 작전 초기 단계에는 제3보병사단에 배속되었다. 제62기갑야전포병대대가 7월 10일에 강습제대로 차출되고, 남은 제58, 65기갑야전포병대대는 사단을 지원하였다.
1943년 11월, 제5야전포병단으로 재편성되고, 그 해 12월에 영국 스코틀랜드로 넘어가 1944년 6월까지 주둔하였다.
비공적인 로레인 전역에서 제20(XX)군단의 군단 전력으로 배속하였다.
제2차 세계 대전 승전 이후, 미국 본토로 귀국하고 메사추세츠주 캠프 마일스 스탠디시에서 1945년 10월 22일에 동원해제에 따라 해산하였다.

### 6.25 전쟁
1946년 8월 1일에 오클라호마주 포트 실에서 재소집되었다.
1952년 3월 26일, 대한민국 제2군단에 충실한 화력지원을 한 공고로 대한민국 대통령 부대 표창을 수여받았다. 그리고 1952년 12월부터 1953년 4월까지의 근무실태가 높게 평가되어 우수부대표창을 수여받았다.
6.25 전쟁이 휴전된 이후, 1955년 3월 28일까지 주둔하고 해산하였다.

### 주독 미군
1962년 7월 22일, 포트 실에서 제5포병단으로 재편성되어 재소집되었다. 1963년 2월, 독일로 배치되어 북대서양 조약 기구(NATO) 회원국인 독일, 네덜란드, 벨기에의 포병대대를 지원하는 임무를 수행하기 시작하였다. 한달 뒤, 제514포병단에 배속되어 벨기에 제1군단과 영국 제1군단, 제2연합전술공군을 지원하였다.
1967년 7월 1일, 제548포병단으로 전속되었다.
1972년, 고등무기지원사령부(AWSCOM)와 특수탄약지원사령부(SASCOM)가 특수탄약지원여단로 합쳐졌을때, 제8미사일분견대가 제5포병단로 전속하였다.
1978년 10월, 제59병기여단에 배속되었다.
1988년 10월 15일, 독일에서 해산하였다.

## 전투 서열

### 제2차 세계 대전
- 제17기갑야전포병대대; 1943년 3월 16일
- 제58기갑야전포병대대; 1943년 1월 25일
- 제62기갑야전포병대대; 1943년 1월 25일
- 제65기갑야전포병대대; 1942년 9월 5일 ~ 1943년 2월 중순

### 한국 전쟁
- 제1야전포병관측대대
- 제17야전포병대대
- 제145야전포병대대
- 제955야전포병대대
- 제235야전포병관측대대

### 냉전
- 제35포병분견대 - Hohenkirchen, 독일 제26thRakArt대대 지원; 1978년, 재소집 ~ 1988년, 해산
- 제42포병분견대 - Barnstorf, 독일 제25지대공유도탄대대 지원
- 제43포병분견대 - 뒤렌, 프랑스 제13미사일Wing 지원
- 제51포병분견대 - 브레멘, 독일 제24지대공유도탄대대 (FlaRak) 지원
- 제52포병분견대 - Burbach, 독일 제22지대공유도탄대대 지원
- 제66포병분견대 - Möhnesee, 독일 제21지대공유도탄대대 지원
- 제501포병분견대 - Kilianstaetten, 독일 제231지대공유도탄대대 지원
- 제507포병분견대 - Grefrath, 프랑스 제9미사일Wing 지원
- 제508포병분견대 - ?, 네덜란드 제2유도탄단(2nd GGW) 지원
- 제590포병분견대 - Voerden; 1967년 3월, 독일 배치 ~ 1978년, 5로 서수 변경.
- 제5포병분견대; 1978년, 재소집 ~ 1988년 해산
  - 1960년대, 네덜란드 제1유도탄단(1st GGW) 지원
  - 1970년대, 네덜란드 제12유도탄단(12th GGW) 지원
- 제357포병분견대(배속)

## 단장
- 대령 John Murphy Willems 존 머티 윌렘스[*]
- 대령 Newton W Jones 뉴턴 W. 존스[*]
- 대령 Raymond C. Conder 레이먼드 C. 컨더[*]
- 대령 John E. Theimer 존 E. 테이머[*]

## 기록

### 소속
- 제13야전포병여단, 1944년 3월 21일
- 제514포병단?, 1963년 3월
- 제548포병단?, 1967년 7월 1일
- 제59병기여단, 1978년 10월 1일

### 계보
- 1942년 9월 1일, Headquarters and Headquarters Detachment, 5th Armored Artillery Group
미국 육군 예비군(영어판)에 배정됨.
→제5기갑포병단, 본부 및 본부분견대
- 1943년 8월 14일, Headquarters and Headquarters Battery, 5th Field Artillery Group
→제5야전포병단, 본부 및 본부포대
- 1951년 10월 25일, 정규군에 배정됨.
- 1962년 3월 30일, Headquarters and Headquarters Detachment, 5th U.S. Army Artillery Group
→제5포병단, 본부 및 본부분견대

### 전역
| 스트리머                                    | 내역 |
| ------------------------------------------- | --- |
| 제2차 세계 대전 (유럽-아프리카-지중해 전구) | - 북아프리카 전역 - 시칠리아                                                                                            |
| 한국 전쟁                                   | - UN 방어 - UN 공세 - CCF 개입 - 두번째 한국의 겨울 - 1952년 여름-가을의 한국 - 세번째 한국의 겨울 - 1953년 한국의 여름 |

### 스트리머
| 스트리머                  | 내역                            | 명령서                           |
| ------------------------- | ------------------------------- | -------------------------------- |
| 대한민국 대통령 부대 표창 | 한국, 1952년 1월 7일 ~ 9월 15일 | 일반명령 제31호, 1953년 3월 26일 |
| 육군 공로부대표창         | 한국, 1952년 12월 ~ 1953년 4월  |                                  |

## 참고

### 인용
1. ↑  “Fifth Artillery Group - Distinctive Unit Insignia” (영어). The Institute of Heraldry. 2023년 7월 21일에 확인함.
2. 1 2  “General Ordres No. 31” (PDF) (영어). Washington D.C.: Department of the army. 1953년 3월 26일. 2023년 7월 24일에 확인함.
3. ↑  “8th Missile Det. (FAD) Darp/Havelte, NL US Army 1960-1992” (영어). 2018년 10월 4일에 원본 문서에서 보존된 문서. 2021년 2월 11일에 확인함.

### 자료
- Janice E. McKenney (2010). 《Field Artillery Part.1》 (PDF). Army Lineage Series (영어). Washington, D.C.: Center of MiliTary History, United States army. 211-212쪽.
- “5th US Army Artillery Group”. 《usarmygermany.com》 (영어). 2018년 4월 5일에 확인함.